# I disertori di Fort Utah
I disertori di Fort Utah (Fort Utah) è un film western statunitense del 1967 diretto da Lesley Selander con John Ireland, Virginia Mayo e Scott Brady.

## Trama
Un ex pistolero, Tom Horn, deve combattere un fuorilegge e la sua banda che stanno terrorizzando i coloni e gli indiani locali.

## Produzione
Il film, diretto da Lesley Selander su una sceneggiatura di Steve Fisher con il soggetto dello stesso Fisher e di Andrew Craddock, fu prodotto da A.C. Lyles tramite la A.C. Lyles Productions e girato a Santa Clarita e nel Vasquez Rocks Natural Area Park ad Agua Dulce, California.

## Distribuzione
Il film fu distribuito con il titolo Fort Utah negli Stati Uniti dal settembre 1967 (première a New York il 24 maggio 1967) al cinema dalla Paramount Pictures.
Altre distribuzioni:
- in Germania Ovest il 16 gennaio 1968 (Die gesetzlosen Drei)
- in Austria nel febbraio del 1968 (Die gesetzlosen Drei)
- in Svezia il 18 marzo 1968
- in Finlandia il 21 giugno 1968 (Linnake Fort Utah)
- in Islanda il 14 marzo 1970
- in Francia (Fort Utah)
- in Brasile (A Quadrilha dos Renegados)
- in Spagna (Fuerte Utah)
- in Grecia (To teleftaio ohyro)
- in Italia (I disertori di Fort Utah)

## Critica
Secondo il Morandini il film è "un western di desolante mediocrità". Leonard Maltin ne consiglia la visione solo nel caso in cui il cast risultasse composto da attori graditi.

## Promozione
La tagline è: " He vowed to kill no more.. until the ambush at Fort Utah ! ".